# Oxxxymiron
Oxxxymiron (Оксимирон, справжнє ім'я: Федоров Мирон Янович, рос. Фёдоров Мирон Янович; нар. 31 січня 1985, Ленінград, СРСР) — російський реп- та грайм-виконавець. Один із засновників і колишній учасник лейблу Vagabund. Випустив три студійних альбоми: «Вечный жид» у 2011 році, «Горгород» у 2015 році та «Красота и уродство» у 2021 році. Після початку вторгнення Росії в Україну, виїхав з Росії та підтримав Україну, за це його було визнано іноземним агентом у РФ. 
Як стверджує виконавець, псевдонім «Oxxxymiron» з'явився від поєднання його імені та літературного терміну «оксимирон» або «оксюморон» (англ. oxymoron).

## Біографія і творчість
Мирон народився у Ленінграді. Батько — фізик-теоретик, а мати — бібліотекар. У зв'язку з професією батька, сім'я була змушена іммігрувати до Німеччини, в той час, коли Мирону було 8 років. Там він навчається в Maria-Waechtler Schule, але до 9-го класу все ще продовжує надсилати твори з літератури у свою колишню школу. Тут в 12—13 років дізнавшись, що таке реп, починає писати пісні німецькою мовою під псевдонімом MC Mif. Але через деякий час, згадуючи про свої корені, починає читати реп російською, бувши впевненим, що він перший російськомовний репер.
|  | А я придумав російський реп. Тобто натурально був упевнений, що я перша людина, що читає реп російською мовою (Інтернету у мене не було, а російськомовних емігрантів, які могли б похитнути мою впевненість, в Німеччині тоді ще було досить мало)Оригінальний текст (рос.) А я придумал русский рэп. То есть натурально был уверен, что я первый человек, читающий рэп по-русски (Интернета у меня не было, а русскоязычных эмигрантов, которые могли бы поколебать мою уверенность, в Германии тогда ещё было достаточно мало) |

Після однієї з поїздок у Росії в 14 років, усяка впевненість Мирона, що він родоначальник російського репу, зникла.
У 15 років він із сім'єю другий раз іммігрує, але тепер уже у Велику Британію, у небезпечне місто Слау. Незабаром одна з його англійських вчителів, випускниця Оксфордського університету, пропонує спробувати вступити в Оксфорд після закінчення навчання у школі. Мирону подобається ця ідея, він тут же зав'язує з хіп-хопом і посилено береться за навчання.
У 2004 році, пройшовши співбесіду, Оксимирон вступає до Оксфордського університету на факультет філології та отримує диплом за фахом «англійська середньовічна література». Після закінчення навчання переїжджає жити у східну частину Лондона і починає займатися пошуком роботи. Нове коло спілкування, що складається з російськомовних іммігрантів, підштовхує Мирона повернутися до хіп-хопу, що він і робить у 2008 році.
У 2006 році отримав діагноз «маніакально-депресивний психоз» і був виключений з цієї причини з вузу, але поступив повторно. У червні 2008 року отримав диплом Оксфорда за спеціальністю «середньовічна Англійська література».
Після навчання в Оксфорді Мирон переїхав жити в Іст-Енд і почав пошуки роботи. Через "надмірну кваліфікацію" він не зміг знайти роботу за професією. Як стверджує репер, він «працював касиром, перекладачем, вантажником, гідом, ларьочником, репетитором, конферансьє, офісним планктоном і консультантом з копитом». Нове коло спілкування, що складалося з російськомовних емігрантів, підштовхнуло Мирона повернутися до хіп-хопу. Він став займатися музикою під псевдонімом "Oxxxymiron«, що з'явився як поєднання імені з літературним терміном» "оксимирон" (англ. oxymoron) і потроєною —X", що відсилає до великої кількості нецензурної лексики в його піснях.
Оксимирон випускає невеликі релізи, бере участь в онлайн-батлах. У цей час його помічає Optik Russia — лейбл російськомовних іммігрантів, шляхом якого він якраз заробляє першу хвилю слухачів і знайомиться c Дмитром Хінтером, більш відомим як Schokk. У серпні 2010 року, покидає Optik Russia під приводом невідповідності інтересів, і у 2011 році разом з Schokk'ом засновує скандально відомий лейбл «Vagabund».
У тому ж 2011 році випускає дебютний студійний альбом «Вечный жид», який отримав велику кількість позитивних відгуків, і з ним відправляється в тур. В кінці 2015 року випускає свій другий студійний альбом «Горгород», який уже за два дні стає лідером російського iTunes серед всіх альбомів.
З 2013 року живе в Санкт-Петербурзі.
У 2015 році був випущений серіал «Лондонград», створений на чолі зі сценаристом Михайлом Ідовим на основі пригод Мирона в Лондоні.
1 листопада 2021 року Oxxxymiron опублікував запис інциденту з Ромою Жиганом у кліпі «Кто убил Марка?» де заявляв, що Жиган довгий час шантажував його публікацією ролика з нападом і таким чином змусив до знімання у документальному фільмі BEEF: Російський хіп-хоп. 
Також розповів, що через нього Оксимирону довелося піддати себе жорстокій самоцензурі, яка не дозволила йому коментувати ситуацію на Майдані Незалежності під час Революції Гідності 8 років тому. За сюжетом кліпу, артист нарешті звільняється від страху і розповідає про події, які його насправді хвилювали. "Мовчання затягує, мовчати – це як трясовина. "Болотка", Pussy Riot, репресії, Україна", – зачитав Мирон. На слові "Україна" (5:18 хв) в відео продемонстрували кадр з "беркутівцем", який намагається поцілити по українських мітингувальниках з вогнепальної зброї.
Після 24 лютого 2022 року виїхав з Росії, однак, повернувся у вересні того ж року, щоб записати кліп на пісню "Ойда" яка на території Росії зазнала цензури. У пісні Федоров підтримав Україну.

## Дискографія та відеографія

### Дискографія MC Mif
- «Демо-фристайл в стиле бардкор»
- «Уховертка/Витязи Словоблудия» (за уч. VeTaL (iSQUAD))
- «Лучшие МС»
- «КВРП (Каменный Век Русской Поэзии)»
- «3030 год»
- «Super freestyle» (за уч. Electronic WOOD)
- «Literatura freestyle» (за уч. Electronic WOOD)
- «Al Ogon»

### Дискографія Oxxxymiron
| - 2011 — «Вечный жид» - 2015 — «Горгород» - 2021 — «Красота и уродство» - 2012 — miXXXtape I - 2013 — «miXXXtape II: Долгий путь домой» - 2021 — «miXXXtape III: Смутное Время» - 2011 — «То густо, то пусто» (за уч. Schokk) - 2011 — «Восточный Мордор» - 2011 — «Привет со дна» (за уч. dom!No) - 2011 — «Мой менталитет» - 2011 — «Russky Cockney» - 2012 — «Неваляшка» - 2012 — «Ultima Thule» (за уч. Луперкаль) - 2013 — «Darkside» (за уч. Madchild) - 2015 — «HPL» - 2015 — «Лондонград» - 2015 — «Город под подошвой» - 2016 — «Девочка Пиз**ц alternative (демо 2012)» - 2021 — «Кто убил Марка?» - 2021 — «Цунами» - 2021 — «Организация» - 2021 — «Мох» - 2022 — «Ойда» - 2022 — «THE STORY OF ALISHER» | - 2008 — «Я хейтер» - 2011 — «То густо, то пусто» (за уч. Schokk) - 2011 — «В тихом омуте» (Markul за уч. Oxxxymiron) - 2011 — «Russky Cockney» - 2012 — «Песенка Гремлина» - 2012 — «Детектор лжи» - 2012 — «Не от мира сего» - 2012 — «Признаки жизни» - 2013 — «XXX Shop» - 2013 — «Больше Бена» (за уч. Охра) - 2013 — «Хитиновый покров» - 2013 — «Пролив Дрейка» - 2013 — «Честно» (I1 за уч. Oxxxymiron) - 2015 — «Дежавю» (Rigos за уч. Oxxxymiron) - 2015 — «Неваляшка» (Невиданий кліп, знятий 2012 року) - 2015 — «Безумие» (ЛСП за уч. Oxxxymiron) - 2015 — «Лондонград» - 2015 — «Бездыханным» (Жак-Ентоні за уч. Oxxxymiron; невиданий кліп, знятий у 2015 році) - 2015 — «Город под подошвой» - 2017 — «IMPERIVM» - 2017 — «Fata morgana» (Markul за уч. Oxxxymiron) - 2017 — «Пора возвращаться домой» («Би-2» за уч. Oxxxymiron) - 2017 — «Машина прогресса» (Ка-тет за уч. Oxxxymiron) - 2018 — «KONSTRUKT» (уч. Porchy, May Wave$, Jeembo, Loqiemean, Thomas Mraz, Tveth, Souloud, Markul) - 2019 — «Reality» (уч. Piem, J.Makonnen, Dinast, LeTai, Palmdropov) - 2021 — «Стихи о неизвестном солдате» - 2021 — «Кто убил Марка?» - 2021 — «Цунами» - 2021 — «Организация» - 2021 — «Мох» - 2022 — «Ойда» - 2022 — «THE STORY OF ALISHER» | - 2008 — «Rudeboi Mixtape» (мікстейп Ganz'а) - 2008 — «II Уровень\Скачай или умри» (мікстейп Dandy) - 2008 — «4 My Dogs» (мікстейп Ar-Side'а) - 2008 — Gemischte Tüte (альбом Twi$terBeats) - 2009 — Mixtape King Vol. 2 (мікстейп СД) - 2009 — «New Beef On The Block» (мікстейп Schokk'а) - 2009 — Emancipation EP (міні-альбом Жанни Себастьян) - 2010 — «Хроники Лондона» (мікстейп групи Tribe) - 2010 — «Schizzo» (мікстейп Schokk'а) - 2011 — «Ретроспектива» (альбом Грозного) - 2011 — Operation Payback (міні-тейп Schokk'а) - 2011 — «С большой дороги» (альбом Schokk'а) - 2011 — «Взвешенный рэп» (мікстейп Schokk'а) - 2013 — Brooklyn Dubz (міні-тейп I1) - 2015 — «На реальных событиях» (сумісний альбом Rigos'а и Bluntcath'а) - 2015 — Magic City (альбом ЛСП) - 2016 — King Midas (мікстейп Porchy) - 2016 — «My Little Dead Boy» (альбом Loqiemean'а) - 2017 — «Горизонт событий» (альбом Би-2) - 2017 — «Террариум» (альбом Ка-тет'а) - 2019 — «THE FALL» (альбом Porchy) - 2019 — «Монголия» (альбом Джино) - 2020 — «Байки из склепа» (альбом 25/17) - 2021 — «Aghori» (альбом Kool Savas) |

## Реп-батли

##### Таблиця батл поєдинків
| Результат | Суперник    | Платформа          | Рахунок          | Дата            | Місце           | Примітки                                                                | Відео                                                                                            |
| --------- | ----------- | ------------------ | ---------------- | --------------- | --------------- | ----------------------------------------------------------------------- | ------------------------------------------------------------------------------------------------ |
| Перемога  | Dizaster    | King Of The Dot    | Рішення опонента | 15 жовтня 2017  | Лос-Анджелес    | Батл відбувався без суддівства. Після поєдинку Dizaster визнав поразку. | link=https://www.youtube.com/watch?v=ldK9qvRBkMI [Архівовано 18 жовтня 2017 у Wayback Machine.]  |
| Поразка   | Слава КПСС  | Versus × #SlovoSPB | 5:0              | 13 серпня 2017  | Санкт-Петербург |                                                                         |                                                                                                  |
| Перемога  | ST          | Versus Battle      | 3:0              | 19 червня 2016  | Санкт-Петербург |                                                                         | link=https://www.youtube.com/watch?v=gGuYELy8w6s [Архівовано 14 вересня 2017 у Wayback Machine.] |
| Перемога  | Johnyboy    | Versus Battle      | 5:0              | 12 квітня 2015  | Санкт-Петербург |                                                                         |                                                                                                  |
| Перемога  | Дуня        | Versus Battle      | Рішення залу     | 15 квітня 2014  | Москва          |                                                                         | link=https://www.youtube.com/watch?v=GNimI7h-Pqk [Архівовано 4 червня 2017 у Wayback Machine.]   |
| Перемога  | Крип-А-Крип | Versus Battle      | 3:0              | 14 вересня 2013 | Санкт-Петербург | Дебют                                                                   | link=https://www.youtube.com/watch?v=pvKYnii4clY [Архівовано 13 січня 2019 у Wayback Machine.]   |

## Фільмографія
| Рік  | Фільм                    | Роль                        | Коментарі             |
| ---- | ------------------------ | --------------------------- | --------------------- |
| 2019 | BEEF: Російський хіп-хоп | Камео                       | Документальний фільм  |
| 2020 | Ампір V                  | Мітра (головний антагоніст) | Дебют у кінематографі |
| 2021 | Дружина Чайковського     | Микола Рубінштейн           |                       |

## Нагороди та номінації
- Володар премії «Человек года GQ 2012» в номінації «Открытие года»[18].
- Лауреат премії в номінації «Звезда андеграунда года[19]».
- Переможець хіт-параду Rap.ru «Альбомы года — русская версия 2011[20]» разом із реп-проєктом N1nt3ndo.
- Переможець у громадських голосуваннях Hip-hop.ru Awards[21]:
  - Hip-Hop.ru Awards 2009 у номінаціях: «Открытие года», «Лучший трек демо-музыки», «Лучший МС 14-го независимого баттла», «Прорыв баттла», «Лучший трек баттла», «Лучший спарринг баттла» (vs. rAp)[22];
  - Hip-Hop.ru Awards 2011 у номінаціях: «Лучший альбом», «Лучший трек демо-музыки»[23];
  - Hip-Hop.ru Awards 2012 у номінаціях: «Лучшее видео», «Исполнитель года», «Событие года», «Лучший mixtape»[24];
  - Hip-Hop.ru Awards 2013 у номінаціях: «Лучшее видео», «Исполнитель года», «Лучший mixtape»[25].
- Переможець у громадських голосуваннях порталу The Flow [Архівовано 25 серпня 2021 у Wayback Machine.]:
  - Найкращий вітчизняний альбом, найкращий російськомовний трек, найкращий російськомовний артист[26]

## Концертні тури
- 2009 — без назви (за уч. Schokk)
- 2010 — «Октябрьские события» (за уч. Schokk)
- 2011 — Vagabund Tour (за уч. Schokk)
- 2012 — без назви
- 2013 — «Неваляшка VS Мордор Tour» (весна)
- 2013 — «Долгий путь домой» (осінь)
- 2014 — «арХХХеология Tour»
- 2015 — «Город под подошвой Tour»
- 2016 — «Takeover Tour»
- 2016 — «Back to Europe»
- 2016 — «Takeover Tour 2»
- 2017 — «IMPERIVM» (стадіонний тур)

## Антивоєнна позиція

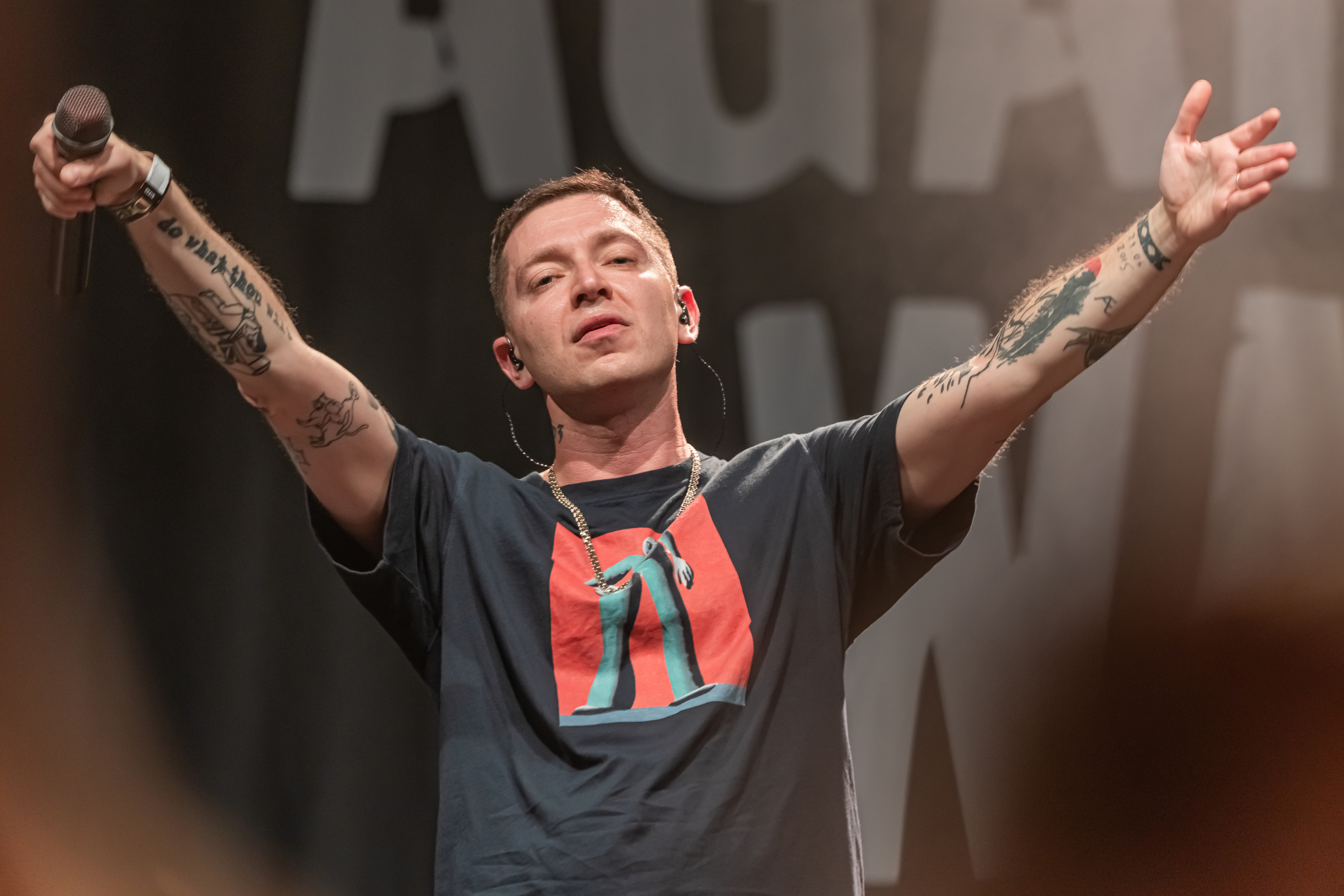
«Росіяни проти війни», Берлін

У 2017 році Oxxxymiron висловив антивоєнну позицію щодо України у своєму батлі з американським репером Dizaster.
24 лютого 2022 року, після повномасштабного російського вторгнення в Україну, назвав війну «катастрофою і злочином». Він також переніс свої концерти в Росії. 15 березня він виступив у Стамбулі в рамках туру «Росіяни проти війни», де зібрав гроші для українських біженців. 25 березня в рамках цього ж туру дав антивоєнний концерт у Лондоні, де з ним виступив Борис Гребенщиков, а за куліси прийшла Земфіра.